# Haider Ackermann
Haider Ackermann (Bogotá, 29 de marzo de 1971) es un diseñador de moda Colombo - Francés.

## Biografía
Nacido en Bogotá, Colombia en 1971, fue adoptado a los nueve meses por una familia francesa de Alsacia. Su padre adoptivo es cartógrafo, y su madre maestra. Haider Ackermann pasó su infancia en Etiopía, Chad, Argelia y Francia antes de que la familia se radicara en Países Bajos.
Haider se inspiró en el trabajo de Yves Saint Laurent, se fue a Bélgica en 1994 y estudió diseño de modas en la Real Academia de Bellas Artes de Amberes. Después de cinco meses de pasantía con John Galliano, trabajó como asistente de uno de sus profesores, el diseñador belga Wim Neels. En los años siguientes trabajó para varias marcas, incluyendo Bernhard Willhelm y Patrick Van Ommeslaeghe antes de trabajar como diseñador para Mayerline.
En 2001, Ackermann creó su propio sello y presentó su primera colección de indumentaria femenina en marzo de 2001 durante la semana de la moda en París. Su colección de 2002 llamó la atención de la casa Ruffo, especialista en ropa de cuero prémium, que lo contrató para dirigir las colecciones de primavera-verano y otoño-invierno de 2003 para Ruffo Research. En 2005, firmó con el grupo belga bvba 32 y montó su estudio en París. Desfile de moda Haider Ackermann en la Semana de la Moda de París Otoño-Invierno 2015. Ackermann fue uno de los diseñadores abordados para suceder a Galliano en Dior, después de rechazar la sucesión propuesta de Martin Margiela. Karl Lagerfeld lo vio como su sucesor ideal en Chanel.Su línea de ropa masculina apareció más tarde, concretamente una década después. Esta línea masculina fue inicialmente inspirada en estrellas del rock de la talla de Jimmi Hendrix y Mick Jagger, llena de pantalones ajustados, terciopelo y trajes.
Influenciado por las diferencias culturales, la moda de Ackermann contrasta y combina los códigos de vestimenta. Los simples cortes de sus creaciones son a menudo asimétricos y cosidos de diferentes materiales, decididamente modernos, dinámicos y urbanos, utilizando los recursos de la cultura alta y baja, desarrollando prendas de vestir de tipo urbano con siluetas femeninas sofisticadas y refinadas. Sus creaciones han sido usadas por Tilda Swinton, Timothée Chalamet, Penélope Cruz, Victoria Beckham, Janet Jackson y Kanye West. En junio de 2013, la empresaria Anne Chapelle de la casa de modas 32 BVBA anunció que las etiquetas de Ann Demeulemeester y Haider Ackermann se dividirían en dos compañías independientes.